# Villanueva de los Infantes, Ciudad Real
Villanueva de los Infantes är en kommun sydost om provinsen Ciudad Real i den autonoma regionen Kastilien-La Mancha, Spanien. Kommunen är huvudstad i Campo de Montiel, samt säte för det juridiska distriktet. Forskare vid Universidad Complutense de Madrid menar att staden är den plats som omnämns i början av Miguel Cervantes Don Quijote.

## Symboler
Stadsvapnet tillsattes 1421 av Enrique de Trastámara, och representerar Santiagoordens kross, med ett slott och ett lejon som symboliserar Kastiliens och Leóns kungadömen. De två flaggorna är huset Aragons. Flaggan utsågs 1986 och består av två flaggor: det karmosinröda representerar Kastilien och det vita La Mancha.

## Läge
Kommunen ligger i La Manchas sydligaste delar, i comarcan och högplatån Campo de Montiels centrala delar. Högplatån når här några av sina högsta höjder. De största närliggande städerna är La Solana på 28 kilometers avstånd, Valdepeñas på 30 kilometers avstånd, Manzanares på 44 kilometers avstånd, Tomelloso på 60 kilometers avstånd och Almagro på 70 kilometers avstånd. Från provinshuvudstaden Ciudad Real ligger den 92 kilometer, och från Spaniens huvudstad Madrid är det 220 kilometer. Den närmsta floden är Jabalón, som är en biflod till Guadiana som uppstår 10 kilometer från kommunen.